# 魯任 (沃倫州)
51°9′22″N 24°33′26″E / 51.15611°N 24.55722°E
魯任（羅馬化：Ruzhyn）是烏克蘭的村落，位於該國西部沃倫州，由科韋利區負責管轄，始建於1503年，面積1.73平方公里，海拔高度184米，2001年人口319，人口密度每平方公里184.07人。